# Ertonsaari
Ertonsaari är en ö i Finland. Den ligger i sjön Pielisjärvi och i kommunen Nurmes i den ekonomiska regionen  Pielinen-Karelen  och landskapet Norra Karelen, i den centrala delen av landet, 400 km nordost om huvudstaden Helsingfors. Öns area är 6,5 hektar och dess största längd är 0,5 kilometer i nord-sydlig riktning.